# Spreekanal

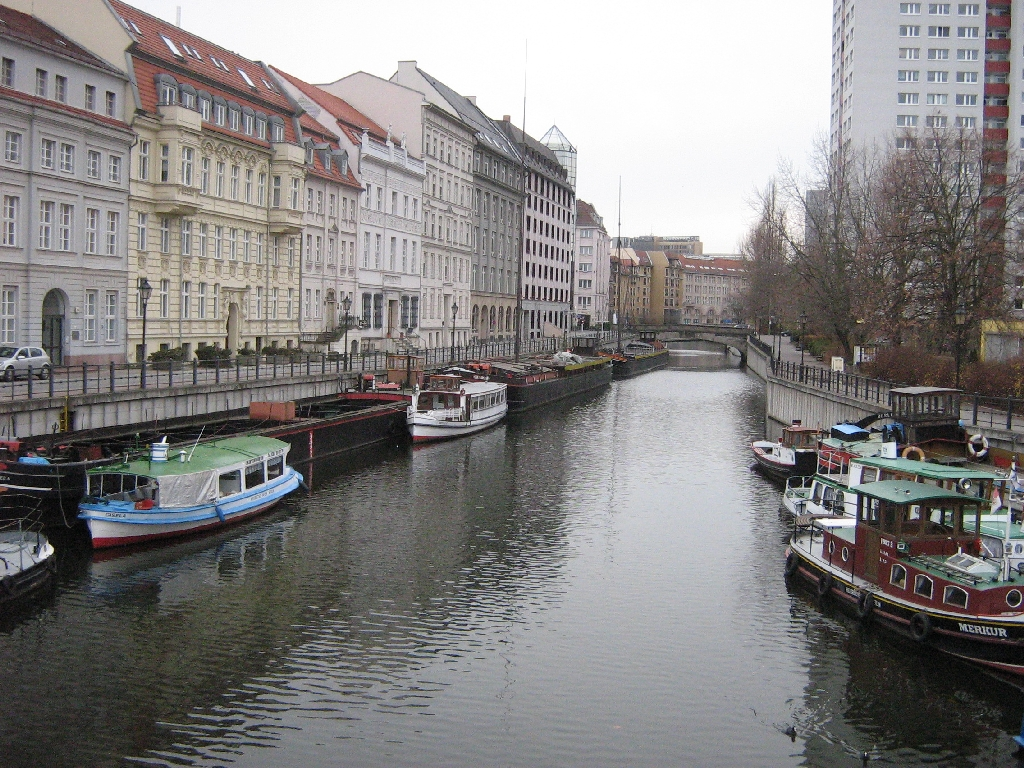
Friedrichsgracht, sydöstra delen av Spreekanal.
Till vänster Märkisches Ufer och till höger Fischerinsel, sydöstra delen av Spreeinsel.

Spreekanal (svenska: Spreekanalen) är en 1,8 km lång kanal som går längs sydöstra och västra sidan av ön Spreeinsel i centrala Berlin. Den är sedan 2000 avstängd för all genomfartstrafik, men från mitten av 1500-talet till 1894 gick all båttrafik genom staden via Spreekanal.
Spreekanal har tre namngivna avsnitt. I ordning från inloppet i sydost är dessa:
- Friedrichsgracht från inloppet vid Inselbrücke till Gertraudenbrücke
- Schleusengraben från Gertraudenbrücke till Schleusenbrücke vid Werderscher Markt, eventuellt även fram till Schloßbrücke vid Unter den Linden
- Kupfergraben längs gatan Am Kupfergraben från Eiserne Brücke till utmynnandet i Spree vid Museumsinsels nordspets

## Historia
Troligtvis är ursprunget ett naturligt vattendrag, en västlig arm av Spree, vilken under medeltiden nyttjats som vallgrav, kallad Köllnischer Stadtgraben, kring staden Cölln på nuvarande Spreeinsel.
På 1220-talet upphörde Sprees huvudfåra genom dubbelstaden Berlin-Cölln att vara farbar, då man anlade en dammbyggnad för vattenkvarnar. För att åter möjliggöra båttrafik genom staden skapades i mitten av 1500-talet Spreekanal som försågs med slussar.
Efter att kvarnverksamheten vid Sprees huvudfåra avvecklats 1880, färdigställdes där 1894 en utbyggnad med slussar, Mühlendammschleuse, som kunde ta större trafik än Spreekanal, vilken så småningom bara kunde trafikeras av småbåtar. Sedan år 2000 är Spreekanal avstängd för all genomfartstrafik.